# Monarch Airlines
Monarch Airlines — авиакомпания Великобритании, базировавшаяся в аэропорту Лутон. Прекратила полёты 2 октября 2017 года. Monarch была одной из старейших авиакомпаний Великобритании и в основном совершала рейсы в страны Средиземноморья. По данным на 1 октября 2017 года в авиакомпании работало около 3500 сотрудников. За 2015 год авиакомпания перевезла 5,7 млн. пассажиров, что на 19% меньше чем в 2014 году. Компания имела право перевозить пассажиров, грузы и почту на самолетах с 20 или более мест.

## История
Monarch Airlines основана в 1967 году двумя английскими бизнесменами при финансовой поддержке двух крупных швейцарских бизнес-династий Мантегацца и Албек. Первыми самолётами авиакомпании были Bristol Britannia 175, Boeing 720. В 1980 году были открыты филиалы в аэропортах Великобритании и Германии. В 1990 году были приобретены первые самолёты Airbus. В 2003 году авиакомпания переквалифицировалась в лоукостер.

## Флот

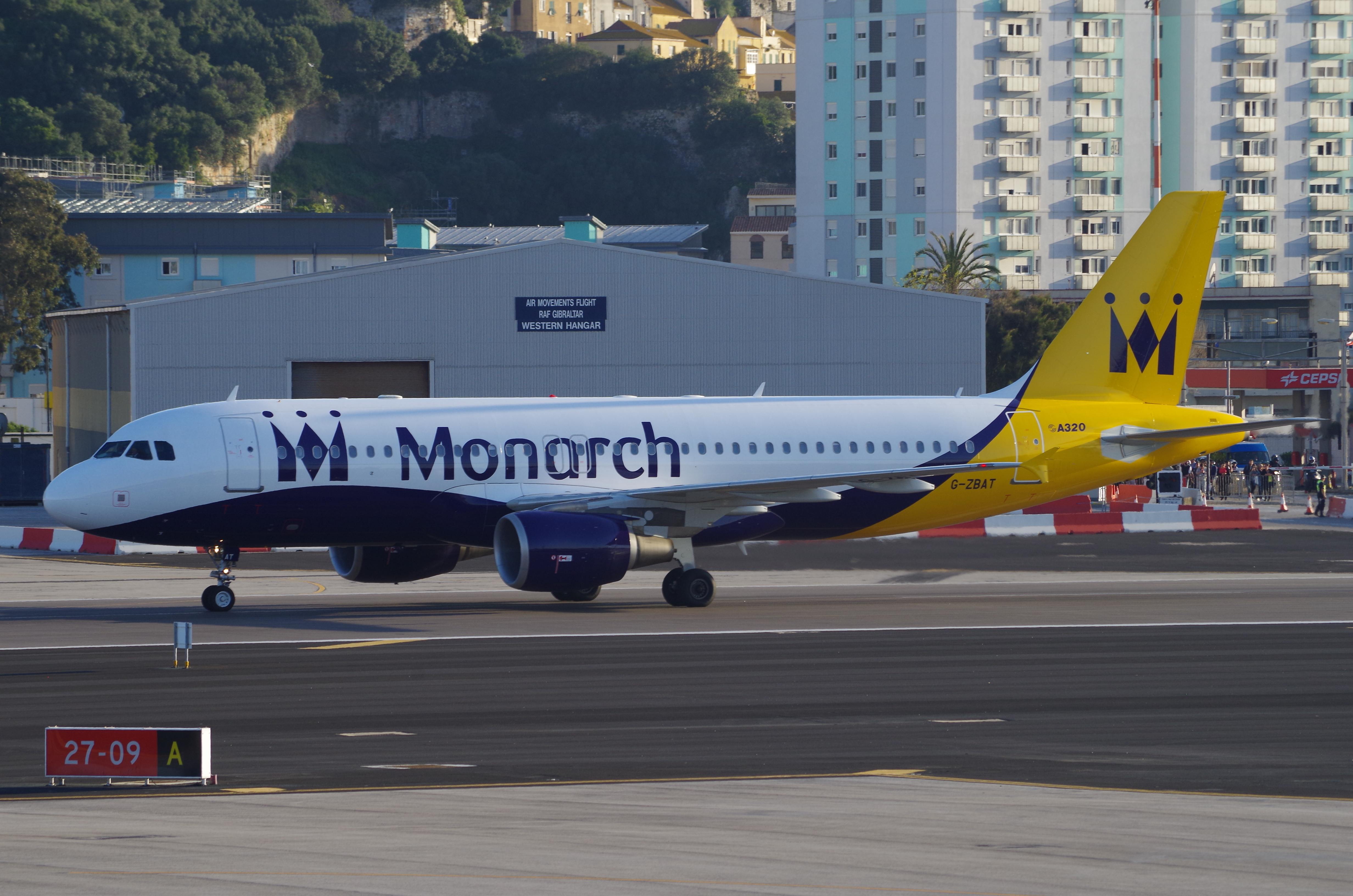
Monarch Airbus A320-200

По состоянию на ноябрь 2016 года, авиакомпания владела следующими самолётами: